# Kwiat polskiej młodzieży
Kwiat polskiej młodzieży – drugi album studyjny polskiego rapera Bedoesa i producenta muzycznego Kubiego Producenta. Wydawnictwo ukazało się 30 listopada 2018 roku nakładem wytwórni muzycznej SBM Label.
Album uzyskał status poczwórnej platynowej płyty.
Gościnnie na tej płycie udzielili się: Golec uOrkiestra, Taco Hemingway, Białas, Eldo, Solar, Blacha 2115, Kuqe 2115, Flexxy 2115, Rafonix, Koldi, Young Multi i Beteo.

## Lista utworów
| Nr | Tytuł utworu                                                         | Tekst                                                                   | Producent                   | Czas  |
| -- | -------------------------------------------------------------------- | ----------------------------------------------------------------------- | --------------------------- | ----- |
| 1  | „Introdukcja”                                                        | Borys Przybylski                                                        | Jakub Salepa                | 1:28  |
| 2  | „Kwiat polskiej młodzieży”                                           | Borys Przybylski                                                        | Jakub Salepa                | 4:32  |
| 3  | „Janosik (gościnnie Golec uOrkiestra)”                               | Borys Przybylski, Paweł Golec, Łukasz Golec                             | Jakub Salepa                | 3:51  |
| 4  | „Chłopaki nie płaczą (gościnnie Taco Hemingway)”                     | Borys Przybylski, Filip Szcześniak                                      | Jakub Salepa                | 3:31  |
| 5  | „05:05”                                                              | Borys Przybylski                                                        | Jakub Salepa                | 3:31  |
| 6  | „Gady (gościnnie Białas, Eldo)”                                      | Borys Przybylski, Mateusz Karaś, Leszek Każmierczak                     | Jakub Salepa, Alex Seewald  | 4:17  |
| 7  | „Rivendell”                                                          | Borys Przybylski                                                        | Jakub Salepa                | 3:11  |
| 8  | „Givenchy (gościnnie Solar)”                                         | Borys Przybylski, Karol Poziemski                                       | Jakub Salepa, Karol Salepa  | 3:02  |
| 9  | „1000 koni”                                                          | Borys Przybylski                                                        | Jakub Salepa                | 1:56  |
| 10 | „Mercedes GLE Coupé (gościnnie Blacha 2115, Kuqe 2115, Flexxy 2115)” | Borys Przybylski, Patryk Stefański, Łukasz Dziemiński, Maciej Balcerzak | Jakub Salepa                | 3:11  |
| 11 | „Toy Story (gościnnie Rafonix)”                                      | Borys Przybylski, Marcin Krasucki                                       | Jakub Salepa, Jakub Rokicki | 2:41  |
| 12 | „Bardzo przepraszam”                                                 | Borys Przybylski                                                        | Jakub Salepa                | 3:14  |
| 13 | „Delfin (gościnnie Koldi, Young Multi, Beteo)”                       | Borys Przybylski, Marcin Rafalik, Michał Rychlik, Adrian Połoński       | Jakub Salepa                | 5:36  |
| 14 | „Śnieg”                                                              | Borys Przybylski                                                        | Jakub Salepa                | 3:18  |
| 15 | „Wow”                                                                | Borys Przybylski                                                        | Jakub Salepa                | 2:52  |
| 16 | „Tarzan”                                                             | Borys Przybylski                                                        | Jakub Salepa                | 10:53 |